# Кастролиберо
Кастролиберо (итал. Castrolibero) — город в Италии, располагается в регионе Калабрия, подчиняется административному центру Козенца.
Население составляет 10 183 человека (на 2004 г.), плотность населения составляет 913 чел./км². Занимает площадь 11 км². Почтовый индекс — 87040. Телефонный код — 0984.
Покровителем населённого пункта считается святой Архангел Рафаил. Праздник ежегодно празднуется 24 октября.